# Rosa-Luxemburg-Siedlung (Schipkau)
Die Rosa-Luxemburg-Siedlung ist ein Schipkauer Neubauviertel, das seine Entstehung dem DDR-Wohnungsbauprogramm verdankte.

## Geschichte
Bereits in den 1960er- und 1970er-Jahren wurde geplant, das neue entstandene Schipkau an der Friedrich-Engels-Straße um eine weitere Neubausiedlung zu erweitern. Nach mehreren Planänderungen begannen die Bauarbeiten für das Neubaugebiet Rosa-Luxemburg-Siedlung Ende der 1980er-Jahre und dauerten bis in die frühen 1990er-Jahre hinein an. Die entstandene Siedlung war in ihrer Form ursprünglich ein nicht umgesetztes Projekt, welches für das Berliner Nikolaiviertel bestimmt war. Da aber die Betonplatten bereits gefertigt waren und für Berlin letztlich nicht in Frage kamen, ließ man diese Blöcke nach und nach in Schipkau aufbauen.
Mit der politischen und wirtschaftlichen Wende 1989/1990 wurde die Siedlung auf zwei Wohnungsgesellschaften aufgeteilt. Ein Teil wurde Eigentum der KWG Senftenberg und der andere Teil wurde Eigentum der AWG Senftenberg. Die AWG begann 1996 mit Modernisierungsmaßnahmen und einige Blöcke der Siedlung erhielten neue Eingangsbereiche und eine bunte Außenfassade aus Blech und Plastik, wohingegen die Modernisierungen der KWG auf einige wenige Innenarbeiten beschränkt waren. Mit dem zunehmenden Wegzug in den Jahren nach der Wende kam es zu einem hohen Wohnungsleerstand im Ort, was dazu führte, dass die AWG 2006 drei der Blöcke wieder abreißen ließ.